# Wet wegvervoer goederen
De Wet wegvervoer goederen (WWG) is een Nederlandse wet die geldt met ingang van 1 mei 2009 en regels bevat voor het beroepsgoederenvervoer en het eigen vervoer met vrachtauto's over de weg. Doelstelling was de versobering van regelgeving en de vermindering van administratieve lasten voor het bedrijfsleven, alle regulering die verder ging dan op basis van internationale regelgeving noodzakelijk was, is geschrapt. Er is de Stichting Nationale en Internationale Wegvervoer Organisatie (NIWO) mee in het leven geroepen en onder andere de vrachtbrief mee verplicht gesteld.
De wet is tot stand gebracht onder minister van Verkeer en Waterstaat Karla Peijs ter vervanging van de Wet goederenvervoer over de weg (WGW). De belangrijkste bijbehorende lagere regelingen zijn de Regeling wegvervoer goederen en het Besluit wegvervoer goederen, verdere regels zijn opgenomen in Boek 8 van het Nederlands Burgerlijk Wetboek.

## Belangrijkste onderwerpen
De wet geeft in aanvulling op de desbetreffende EU-verordeningen regels voor de toegang tot de markt van het binnenlands en het grensoverschrijdend beroepsvervoer en voor het eigen vervoer in Nederland en het grensoverschrijdend beroepsvervoer dat door de in Nederland gevestigde vervoerders wordt verricht.
De wet bevat de eisen voor de toegang tot het beroep van beroepsvervoerder voor in Nederland gevestigde vervoerders.
De wet regelt de taken, inrichting en financiering van de Stichting Nationale en Internationale Wegvervoer Organisatie (NIWO) en geeft regels voor het toezicht op de NIWO door de minister van Verkeer en Waterstaat.
Hoofdtaken van de NIWO zijn:
1. het verlenen van toegang tot de markt van het binnenlands en grensoverschrijdend beroepsvervoer aan de in Nederland gevestigde vervoerders
2. de toetsing van de in Nederland gevestigde vervoerders of ze voldoen aan de eisen voor de toegang voor het beroep van beroepsvervoerder
3. de verlening en intrekking van bestuurdersattesten aan de in Nederland gevestigde vervoerders

Er zijn de regels in opgenomen voor het toezicht op de naleving van de bestuursrechtelijke en strafrechtelijke handhaving van het bij of krachtens de WWG bepaalde. Ten slotte bevat het intrekking van de Wet goederenvervoer over de weg met het bijbehorende overgangsrecht en de benodigde aanpassingen van andere formele wetten.

## Mobiliteitspakket Europese Unie
In 2020 heeft het Europese parlement het eerste mobiliteitspakket aangenomen. De nieuwe regels moesten geïmplementeerd worden in de Nederlandse wet- en regelgeving. Het wetsvoorstel tot wijziging van de Wet wegvervoer goederen en twee andere wetten is op 29 juni 2022 door de minister van Infrastructuur en Milieu Harbers ter behandeling aangeboden aan de Tweede Kamer. Het wetsvoorstel is door de Tweede Kamer zonder stemming aangenomen op 17 november 2022.